# Arnaud Sanvert
Arnaud Sanvert, né le 3 août 1983 à Saint-Rémy (Saône-et-Loire), est un homme politique français. Membre du Rassemblement national (RN), il est élu député de la cinquième circonscription de Saône-et-Loire en 2024, mais voit son élection invalidée par le Conseil constitutionnel en 2025.

## Biographie
Arnaud Sanvert naît le 3 août 1983 à Saint-Rémy en Saône-et-Loire.
Réceptionniste de nuit dans un hôtel de Puligny-Montrachet (Côte-d'Or), il affiche sa fierté de n'être titulaire que d'un baccalauréat professionnel.
Adhérent du Rassemblement national, il s'engage en politique en vue des élections sénatoriales de 2020 en Saône-et-Loire, lors desquelles il est tête de liste.
À l'occasion des élections législatives anticipées de 2024, il est élu député de la cinquième circonscription de Saône-et-Loire le 7 juillet 2024. Il s'était déjà présenté dans la circonscription en 2022. Le scrutin ayant mené à son élection est cependant annulé par le Conseil constitutionnel le 7 mars 2025 à l'issue d'un recours du député sortant Louis Margueritte (Renaissance). En effet, le candidat Gilles Platret (Les Républicains) s'était qualifié pour le second tour avec seulement quatre voix de plus que le seuil requis de 12,5 % des électeurs inscrits. Après la correction des irrégularités relevées dans trois bureaux de vote, son score a été réduit de cinq voix, le rendant inéligible au second tour,,.
Arnaud Sanvert est de nouveau candidat lors de l'élection législative partielle du 18 mai 2025. Il termine en tête avec 31,92 % des voix et se qualifie pour le second tour où il affronte Sébastien Martin, président du Grand Chalon. Il échoue à retrouver son siège en étant battu au second tour par le candidat divers droite.

## Controverse
En décembre 2024, il est révélé qu'il fut membre aux côtés d'Aurélien Dutremble, député de la troisième circonscription de Saône-et-Loire ainsi que de treize autres députés Rassemblement national, d'un groupe Facebook sur lequel ont été tenus des propos racistes ainsi que des appels au meurtre. Eux-mêmes n'ont pas tenu ce type de propos. Arnaud Sanvert indique avoir quitté ce groupe Facebook après la publication de l'article.